# Candalides pulchella
Candalides pulchella är en fjärilsart som beskrevs av William Swainson 1832. Candalides pulchella ingår i släktet Candalides och familjen juvelvingar. Inga underarter finns listade i Catalogue of Life.